# Вегета (Жемчуг дракона)
Вегета (яп. ベジータ бэдзи:та) — персонаж и антигерой из серии «Жемчуг дракона», противник Сона Гоку. Создан Акирой Ториямой. Вегета появился как главный антагонист в той части «Жемчуга дракона», которая позднее стала известна по своему более общему названию Dragon Ball Z. После этого Вегета неохотно объединяется с другими героями, чтобы предотвратить одну большую угрозу, и становится антигероем. Несмотря на эти изменения, Вегета остается опасным соперником для главного героя серии Сона Гоку на почти всю оставшуюся часть серии.
Вегета впервые появился в манге в 204 главе «Прощай, Сон Гоку», которая была опубликована в журнале Shonen Jump 19 декабря 1988 года и в пятой серии аниме Dragon Ball Z. Первоначально он был опасным врагом, который стремился использовать жемчуг дракона, чтобы получить бессмертие. Позже стал антигероем — союзником Гоку — и оказал помощь в разгроме могущественных врагов, таких как Мадзин Бу. Он всегда стремится превзойти Гоку, но постоянно безуспешно, ибо каждый раз, когда он становится немного сильнее, сам Гоку усиливается ещё больше.
Вегета — один из наиболее популярных героев сериала. Согласно голосованию среди японских фанатов в 2004 году, он второй по популярности персонаж «Жемчуга дракона». В рейтинге About.com «Топ 8 любовных историй в аниме» его отношения с Булмой заняли второе место. Вегета участвовал в конкурсе журнала Animage на лучшего мужского персонажа, занимая высокие места в опросах 1991 и 1992 годов. Занял 21 строчку в списке IGN лучших персонажей аниме всех времен в 2009 году, когда рецензент назвал его идейным вдохновителем таких героев, как Лайт Ягами и Лелуш Ламперуж; и 10 строчку в 2014 году. Вегета также попал на третье место в списке IGN «Топ 10 злодеев в аниме» (2014 год).

## Интернет-мем
Цитата Вегеты «It’s over 9000!» (рус. Более 9000!), которую он произнёс, замерив новый уровень мощности Гоку, стала интернет-мемом и популярным обозначением большого количества чего-либо. Фраза впервые произносится в эпизоде «The Return of Goku», где она была изменена американскими переводчиками с оригинальной «Более 8000!» (яп. 8000以上だ…! Хассэн идзё: да!). В последующих выпусках использовался один из двух вариантов фразы.